# 토마스와 친구들 4D: 버블링 보일러
《토마스와 친구들 4D: 버블링 보일러》(영어: Thomas and Friends in 4D: Bubbling Boilers)는 TV 시리즈 토마스와 친구들의 4D 형태 상영을 목적으로 제작된 어트랙션용 단편 애니메이션이다.

## 작품 설명
《토마스와 친구들》 시리즈 최초로 4D 영상물 개봉을 목표로 하여 제작된 작품이며, 상영 시간은 약 10분이다. 애니메이션은 토마스의 친구들 TV 애니메이션 중에서 17번째 시리즈 이후의 제작을 담당한 캐나다의 '아크 프로덕션' (Arc Productions) 사가 제작한 시네마 스코프 사이즈 로 제작되었다. 4D 시스템은 또한 캐나다 SimEx-Iwerks(en)사가 제작하였다.
2016년 4월 9일에 미국 매사추세츠주의 보스턴 과학 박물관(en)에서 첫 상영되었고, 1년 후 2017년 4월 9일에 오하이오주의 콜럼버스 동물원 및 수족관(en)에서도 상영되었다. 한국 및 일본에서는 2023년 기준으로 미개봉 상태이다.

## 줄거리
'토마스'는 브랜담 항구에서 '버블스 씨'의 서프라이즈 파티에 사용할 비눗방울 용액을 화물차에 싣고 있었다. 그러나 '크랭키'가 실수로 액체를 '토마스'의 머리 위에 떨어뜨려 버린다. 이윽고 세차하지 않고 마차를 끌고 달리기 시작한 토마스의 굴뚝에서 비누방울이 흘러나왔다. 비눗방울 용액에 의해 미끄러지게 된 토마스는 속도를 줄일 수 없었고, 울프스테드 광산 속을 돌아다닌다.

## 지명
풍차 (The Windmill)
비커스타운 다리 (Vicarstown Bridge)
울프스테드 노선 (Ulfstead Branch Line)
울프스테드 광산 (Ulfstead Mine)
세차장 (The Washdown)

## 등장 캐릭터

### 증기 기관차
토마스
영국 성우 - 존 하슬러(en)
미국 성우 - 조셉 메이(en)
이 애니메이션의 주인공인 작은 파란색 탱크기관차이다.  비눗방울 용액을 뒤집어써서 바퀴가 미끄러워져, 선로에 제대로 설 수 없게 된다.
제임스
영국 성우 - 키이스 위컴(en)
미국 성우 - 롭 랙스트로우(en)
붉은 중형 텐더식 증기기관차이다.
에밀리
영국 및 미국 성우 - 쥘 데 용
진한 녹색으로 도색된 중간형 텐더식 증기 기관차이다.

### 디젤 기관차
솔티
영국, 미국 성우 - [[키이스 위컴(en)
빨간 소형 디젤 기관차이다.

### 크레인
크랭키
영국 성우 - 맷 윌킨슨 (en)
미국 성우 - 글린 렛지 (en)
회색과 녹색이 섞인 색으로 도색된 대형 크레인이다. 브랜담 항구에서 솔티, 포터와 함께 일하고 있다.

### 인물
토팜 햇 사장
영국 및 미국 성우 - 키이스 위컴(en)
소도어 철도를 관리하는 사장이다.
버블스 씨
영국 및 미국 성우 - 키이스 위컴(en)
광대 복장을 한 남자이며, 16 시즌 이후 오랫만에 등장한 인물이다. 또한 모자를 벗은 모습이 공개되었고 머리 모양이 바뀌어 대머리가 된 것이 드러났다.
소도어 구조 센터 작업자
소도어 구조 센터의 작업원이다.

### 동물
스튜어트
크랭키의 친구인 갈매기.

### 대사없이 · 카메오 출연 캐릭터
다음 캐릭터는 대사없이 혹은 카메오로 출연한 캐릭터들이다.

#### 증기 기관차
에드워드
푸른 중형 텐더식 증기 기관차.
고든
파란색 대형 텐더식 증기 기관차.
퍼시
연두색 소형 탱크 기관차.
스티븐
노란 소형 텐더식 증기 기관차.
포터
소형 탱크 기관차이며, 솔티와 크랭키와 함께 브랜담 항구에서 일하고 있다.

#### 디젤 기관차
디젤
검은 중형 디젤 기관차.

#### 객차 및 화차
애니와 클라라벨
토마스가 이끄는 오렌지색으로 도색된 객차다.
록키
붉은 대형 크레인이다.

#### 인물
소도어 금관악단
행사 때마다 오는 악단.
선생님
브랜담 항구 책임자